# Dungarpur
Dungarpur est une ville située dans l'état du Rajasthan en inde. Elle est le chef-lieu du District de Dungarpur. En 2001, sa population était de 42 514 habitants.
- (it) Cet article est partiellement ou en totalité issu de l’article de Wikipédia en italien intitulé « Dungarpur » (voir la liste des auteurs).